# Короленко Дмитро Денисович

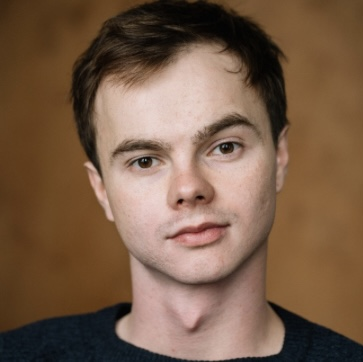
Дмитро Короленко (2025)

Дмитро Денисович Короленко (нар. 27 листопада 2003 року, Київ) - український актор театру та кіно, студент Київського національного університету театру, кіно і телебачення імені Івана Карпенка-Карого.

## Життєпис
Народився 27 листопада 2003 року у місті Києві. 
Онук Заслужених акторів України Антоніни Петрівни Щітки та Дмитра Денисовича Короленко (Херсонський академічний музично-драматичний театрі імені Миколи Куліша).
З дитинства відвідував дитячу театральну школу Чорний Квадратик. 
Після закінчення Київського ліцею №155, у 2021 році вступив до Київського національного університету театру, кіно і телебачення на спеціальність режисера ігрового кіно. Провчившись рік вирішив змінити напрям професійної діяльності. 
В 2022 році вступив на перший курс спеціальності «Акторське мистецтво драматичного театру і кіно» (майстерня Дмитра Богомазова). 
У 2023 році знявся в кліпі гурту "Жадан і Собаки" "Рогань" (режисер Антоніо Лукіч)

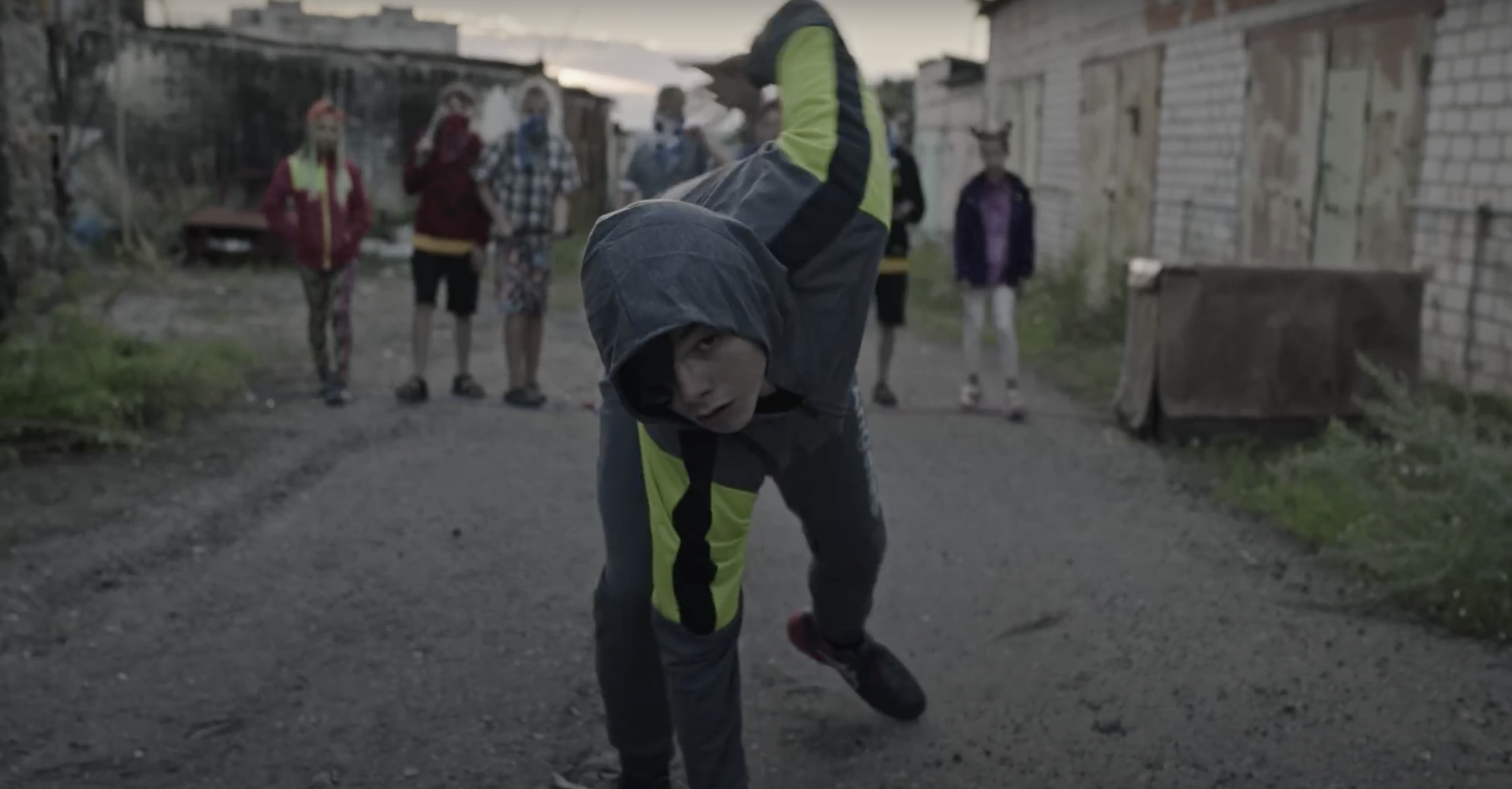
Фрагмент кліпу "Рогань"

## Театральна діяльність
1 лютого 2025 року дебютував на театральній сцені Національного академічного драматичного театру ім. Лесі Українки зігравши роль Джека Гантера у студентській виставі "Тату Троянди" за п’єсою Теннессі Вільямса у постановці Дмитра Богомазова та Андрія Самініна. У травні "Тату Троянди" на театральному фестивалі "Золотий Фенікс" виграла у номінації "Краща вистава".

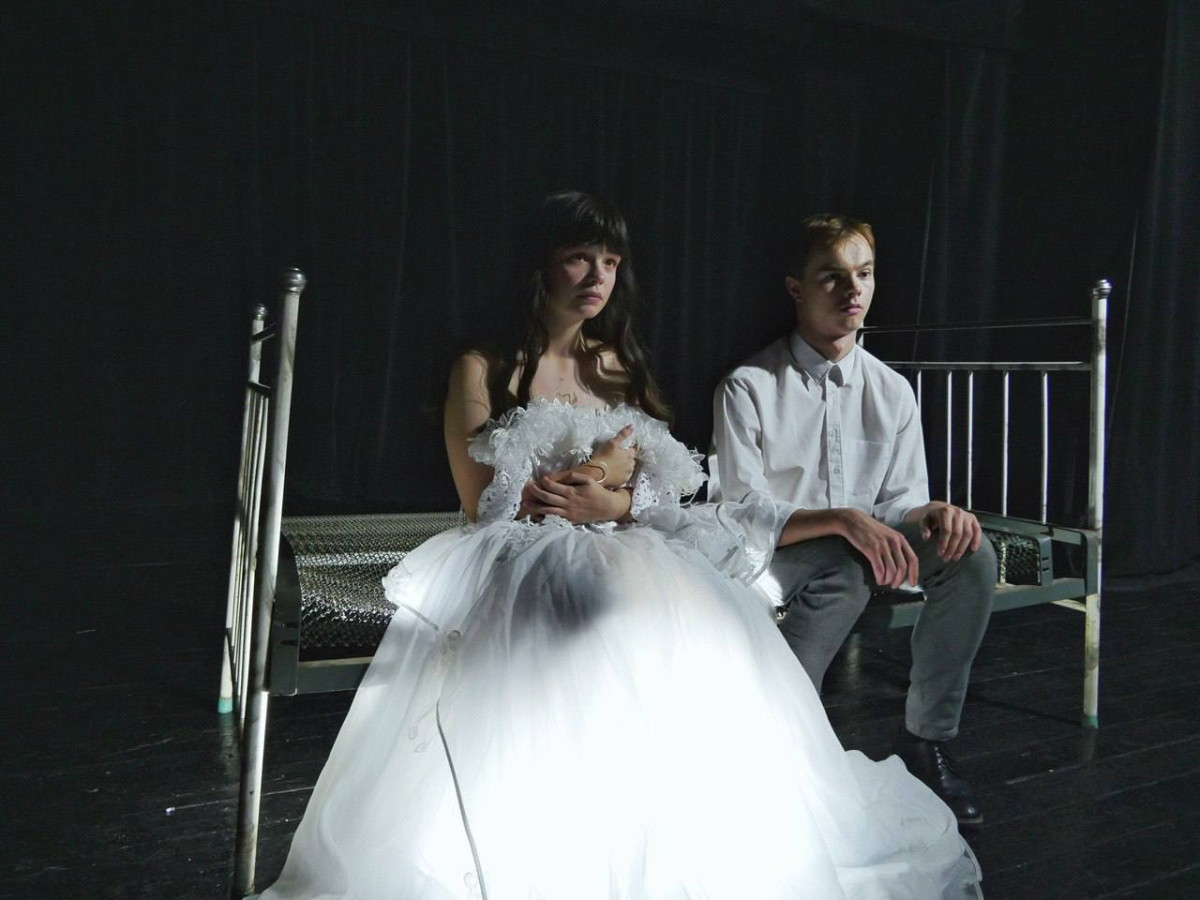
Дмитро Короленко у виставі "Тату Троянди"

У червні 2025 року дебютував на сцені Національного академічного театру ім. Івана Франка у ролі Жане у виставі "Арлезіанка" режисера-постановника Дмитра Богомазова. 

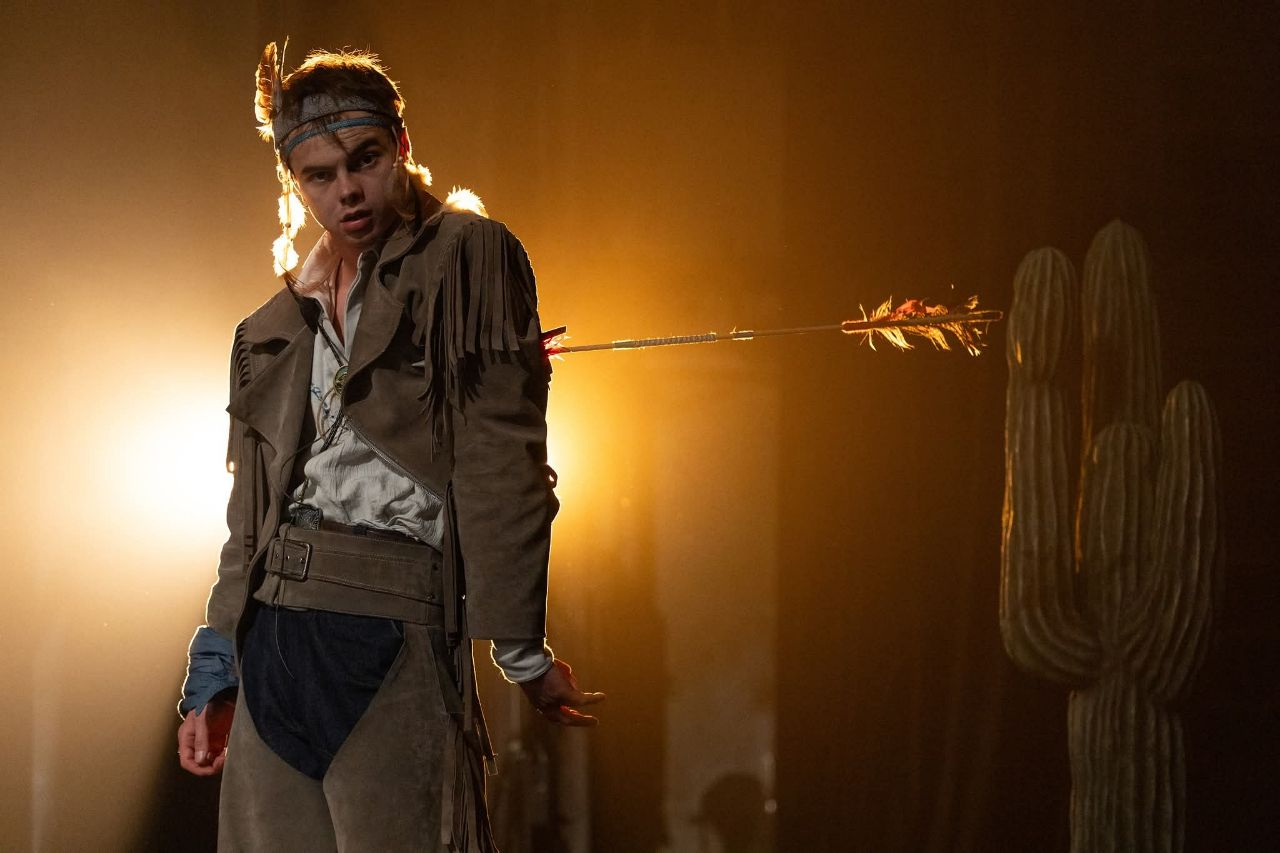
Дмитро Короленко у ролі Жане "Арлезіанка"